# 人立方
微软人立方关系搜索是由微软亚洲研究院网络搜索与挖掘组研发的对象级别（object-level）互联网搜索引擎。
人立方关系搜索从超过十亿的中文网页中自动的抽取出人名、地名、机构名以及中文短语，并且通过算法自动的计算出它们之间存在关系的可能性；同时，人立方关系搜索还索引了支持它们之间关系的网页文字。此外，人立方关系搜索还自动的找出人名之间最可能的关系描述词、与人名最可能相关的称呼、作品等词条等。 人立方关系搜索从这些中文网页中自动的辨别出人名所对应的人物简介文字，并且按照这些文字是人物简介的可能性进行排序。
当用户给定任意搜索关键词，它能够找出与关键词最可能相关的人名、地名和机构名，并且根据它们与关键词之间的相关度排序。除此之外，人立方关系搜索还提供基于人名的新闻浏览功能，可视化关系搜索功能等。

## 外部連結
- 人立方 （页面存档备份，存于）